# Cantonul La Salvetat-Peyralès
Cantonul La Salvetat-Peyralès este un canton din arondismentul Rodez, departamentul Aveyron, regiunea Midi-Pyrénées, Franța.

## Comune
- Castelmary
- Crespin
- Lescure-Jaoul
- La Salvetat-Peyralès (reședință)
- Tayrac